# Laboratoire de thermodynamique et centrale thermoélectrique
 (janvier 2023).
- Si vous ne connaissez pas le sujet, laissez ce bandeau (vous pouvez alors contacter les auteurs).
- Si vous supprimez le contenu mis en cause (vous pouvez préalablement contacter les auteurs),

argumentez précisément cette suppression dans la page de discussion
(un manque de référence n'est pas un argument ; une recherche réelle de référence doit avoir été effectuée, être formellement documentée).
 (août 2020).
Le laboratoire de thermodynamique et centrale thermoélectrique, deux bâtis formant un ensemble architectural, est un des nombreux bâtiments implantés sur le site du Val-Benoît à Liège. 
Conçu au XXe siècle, il faisait partie du complexe universitaire de Liège, de l'époque. Il est construit en 1937 par l'architecte Albert Duesberg.

## Description
Le bâtiment se situe rue Ernest Solvay à Liège et le projet est conçu par l'architecte Albert Duesberg. Les travaux sont exécutés par le professeur F. Campus (ingénieur en chef du projet du Val-Benoît).
Le bâtiment de la centrale thermique est situé au Nord-Ouest du site.
Les infrastructures de l'université de Liège au Val-Benoît ont été construites dans les années 1930. Ce site compte un vaste ensemble de bâtiments comprenant également une centrale thermoélectrique qui assure la production de chauffage et d'électricité de tout le campus. L'ensemble bâti est aménagé en cinq parties :
- Laboratoire de thermodynamique et centrale thermoélectrique ;
- Institut de chimie et de métallurgie ;
- Institut des sciences minérales ;
- Institut de mécanique ;
- Institut de génie civil.

D'autres bâtis sont construits plus tard, comme la porterie de l'abbaye et l'institut de mathématique. Dans les années 1970, on[Qui ?] construit le campus du Sart-Tilman, ce qui va faire déménager les facultés présentent au Val-Benoît dans le nouveau complexe universitaire.

### Centrale thermoélectrique
Cette construction est probablement celle qui se démarque le plus sur le site du Val-Benoît par sa tour de 50 m de hauteur avec ses extensions carrées vitrées. La conception de ce bâti est assez complexe puisqu'il accueille diverses affectations pour que cette installation soit la plus autonome possible.
À la construction des infrastructures du Val-Benoît, le système de production de chaleur est concentré afin d'améliorer le rendement et simplifier la maintenance du complexe. C'est la société Bémat qui a réalisé les travaux de gros-œuvre. La production de chaleur vient de la combustion de charbon qui se fait dans une salle de chauffe pouvant contenir jusqu'à trois chaudières.
Des galeries souterraines (de deux mètres de haut) relient l'ensemble des bâtiments et contiennent les conduites de gaz, le réseau électrique, les conduites d'eau potable et de chauffage.
Au niveau de la production électrique, l'université a la capacité de subvenir à ses besoins et peut également revendre ses surplus, ses excédents énergétiques au réseau extérieur grâce à l'accord qui a été passé avec la Société Anonyme Linalux (Union des centrales électriques de Liège-Namur-Luxembourg).
L'avantage de ces infrastructures est qu'elles permettent une mise en application des matières enseignées ce qui donne la possibilité de réaliser diverses expériences et manipulations ; ces installations sont donc le complément de l'enseignement théorique avec des intérêts techniques montrant les recherches concernant la thermique ce qui justifie ainsi l'emplacement du laboratoire thermodynamique.
Cette centrale se compose :
- D'une salle de chauffe
- D'une salle de haute tension
- D'une salle de contrôle de la marche des chaudières
- D'une centrale électrique

Celle-ci remplit deux objectifs qui sont d'une part utilitaire, concerne le chauffage des instituts, leurs éclairages et fournitures en force motrice ; d'autre part , didactique.
La vapeur émise est envoyée dans un détendeur/ désurchauffeur ce qui permet d'adapter la pression.
La centrale et le laboratoire ont été conçus par les services techniques du Val-Benoît, sous la direction de M. le professeur Campus. Les deux bâtis forment un ensemble architectural grâce à leurs proportions aussi élégantes que rigoureuses. Ceux-ci seront, par la suite, reliés à l'institut de Mécanique.

### Architecture
L'architecture du bloc des bâtiments est purement fonctionnelle et est dictée par l'emplacement des divers appareils, la dimension des salles et les groupements découlent donc d'une certaine logique. La composition architecturale est très simple puisque les formes du bâtiment ainsi que la distribution des locaux sont imposés par l'agencement des machines.
Le bâti est une tour de 50 m marquant le paysage. Ce n'est pas une cheminée, elle comporte les circulations (escaliers et ascenseurs), c'était le lieu d'expérimentations faites sur un manomètre au mercure (de la marque de Brown-Boveri) mesurant 36 m de haut permettant ainsi de faire des tests sous très haute pression.
Les parements sont en béton bouchardé, les soubassements en moellons violets, roses, bleus ou verts. L'architecture sobre est obtenue par un rythme plastique largement ouvert que génèrent les châssis métalliques de grandes dimensions. Les fenêtres de la tour sont toutes alignées ce qui marque un trait vertical tranchant le gris des matériaux. Une terrasse se situe au sommet de la tour ainsi qu'une en contrebas permettent la réalisations d'expériences sur le vent.
Cette tour abritait un réservoir d'eau de 40 m3 en cas d'incendie.
L'ensemble est façonné par des volumes cubiques largement vitrés.
Avec le temps, les vitres ont été vandalisées, le bâtiment se dégrade à une certaine vitesse.

## Réhabilitation
La SPI, agence de développement économique pour la province de Liège, a racheté le site du Val-Benoît afin d'y créer un pôle multifonctionnel.
En octobre 2016, l'enquête publique pour la rénovation de la centrale thermoélectrique, toujours propriété de l'université de Liège, est lancée. Le site accueillera sur 6 000 m2 une cité des métiers, lieu de formation et d’information, et un service de formation continue de l'université.